# Бранко Ружић (вајар)
Бранко Ружић (Славонски Брод, 4. март 1919 — Загреб, 27. новембар 1997) је био југословенски и хрватски вајар и сликар.

## Биографија
У Винковцима је завршио средњу школу, а у Загребу дипломирао на Академији ликовних умјетности, 1944. године, у класи вајара Фране Кршинића. Године 1948, на истој је академији завршио сликарство. Путовао је и стварао по Италији, Француској и Уједињеном Краљевству.
Од 1961. до 1985. године, био је професор на Академији ликовних умјетности. Од 1993. године, учествовао је у припремама за отварање галерије „Ружић и сувременици“ у Славонском Броду.
Добитник је петнаестак награда, од којих су неке Награда општине Ровињ (1967, 1972), Награда града Загреба (1968) и Републичка награда за животно дело „Владимир Назор“ (1986).
Умро је 27. новембра 1997. године у Загребу.

## Стваралаштво
Аутор је бројних споменика и скулптура у Загребу, Осијеку, Винковцима, Сарајеву, Београду, Фалерслебену, Волфсбургу и Керчети.
Нека од његових дела су:
- Споменик „Моша Пијаде“, Београд 1969.[1]
- Споменик „Људи“ (познат као „Скупина грађана“), Осијек 1977.
- Споменик палим Загрепчанима, Загреб-Дотршћина, 1981.

## Галерија
- Споменик Моши Пијаде пред заградом „Политике“ у Београду
- Скулптура „Људи“, Осијек
- Споменик палим Загрепчанима у НОБ-у, Дотршћина